# Невільницький берег

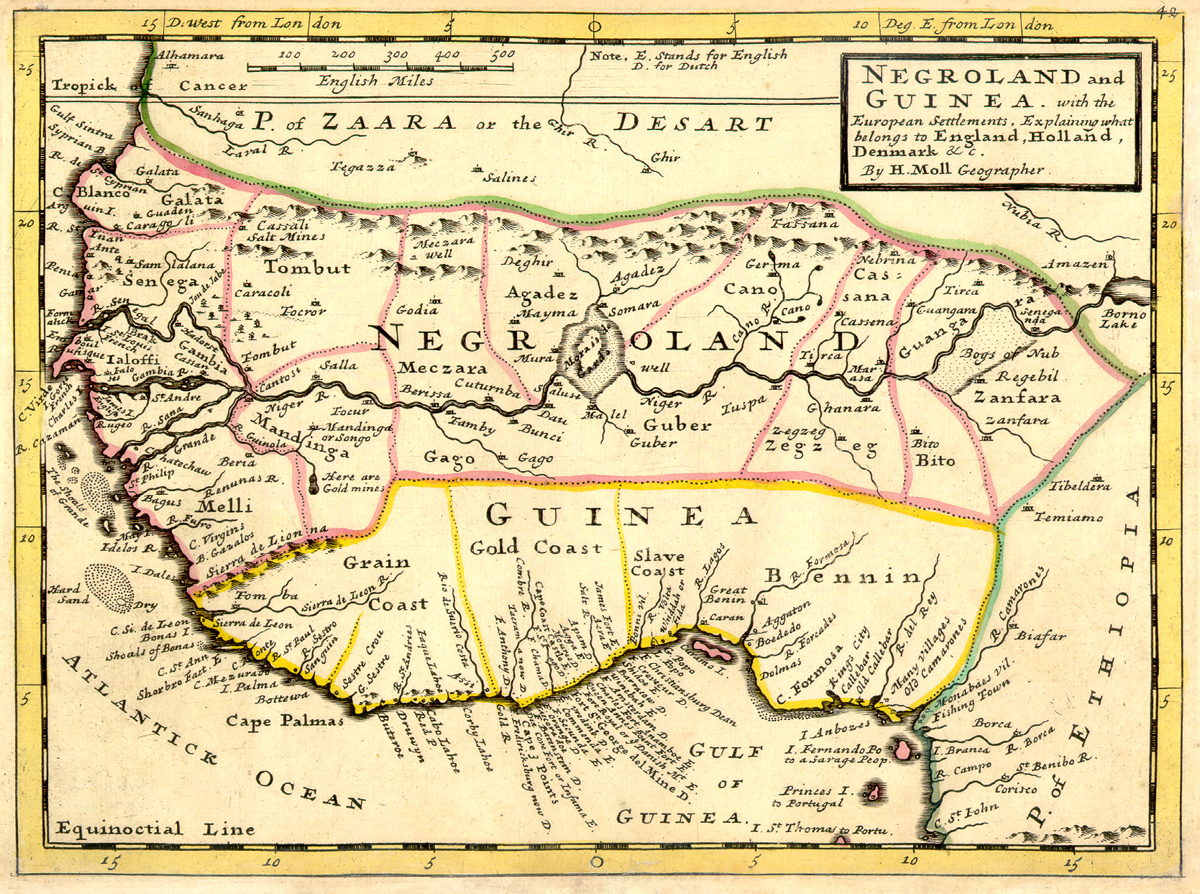
Карта 1729 р.

Основні работорговельні регіони Західної Африки.

Невільницький Бе́рег (англ. Slave Coast, порт. Costa dos Escravos, фр. Côte des Esclaves «Рабський берег») — у XVI — XIX ст. назва узбережжя Бенінської затоки у Західній Африці, між річкою Вольта і Лагоською лагуною. Нині займає терени  Того, Беніну та західної Нігерії. Назва походить від африканських рабів-невільників, яких продавали в ході трансатлантичної работоргівлі. Протягом XVI — XVIII ст. контролювався здебільшого Англією та Голландією. Був найбільшим центром работоргівлі в Африці. З Невільницького берега рабів увозили, головним чином, до Бразилії та островів Карибського моря. Основними портами, звідки збували невільників були Лагос, Великий та Маленький Попо, Порто Ново, Бадагрі.